# 謝帕湖
46°27′03″N 9°45′06″E / 46.45083°N 9.75167°E

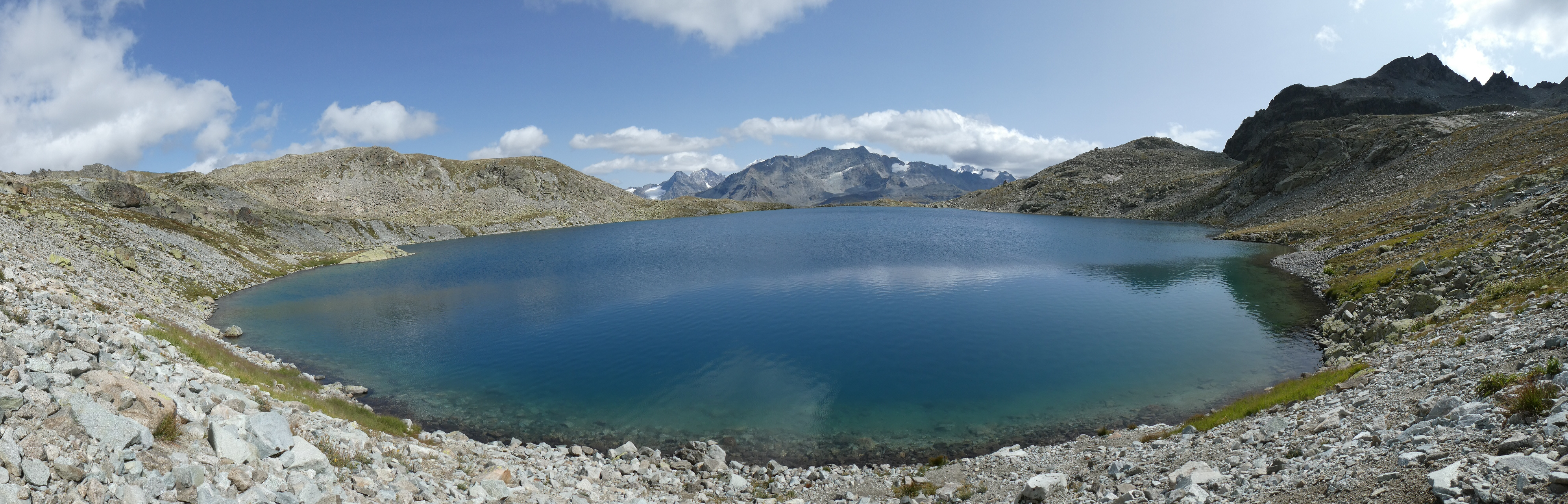
謝帕湖（于北方摄）

謝帕湖（Lej da la Tscheppa），是瑞士的湖泊，位於該國東南部，由格勞賓登州負責管轄，面積0.08平方公里，該湖泊海拔高度2,616米，平均水深12.4米，最大水深32米。